# Purpurschultertaube
Die Purpurschultertaube (Pampusana stairi, Syn.: Alopecoenas stairi, Gallicolumba stairi), auch Samoa-Erdtaube oder Freundliche Erdtaube genannt, ist eine Art der Taubenvögel. Sie kommt ausschließlich auf einigen südostasiatischen Inseln vor. Von der IUCN wird die Purpurschultertaube als eine gefährdete (vulnerable) Art eingeschätzt, weil es nur noch kleine und fragmentierte Populationen gibt.

## Erscheinungsbild
Die Purpurschultertaube erreicht eine Körperlänge von knapp 30 Zentimetern. Sie ist eine kompakt gebaute Erdtaube. Ihr Gefieder ist überwiegend dunkel. Es besteht ein Geschlechtsdimorphismus, der aber unterschiedlich stark ausgeprägt sind. Einige Weibchen weisen ein Gefieder auf, das dem der Männchen sehr ähnelt.
Die Männchen und auch einige der Weibchen sind am Kopf und auf der Brust weinrotgrau gefiedert. Der Oberkopf ist grau und glänzt bronzefarben. Die Flügeldecken glänzen purpurfarben. Der hintere Hals ist grünlich. Der Mantel und der Rücken sind rotbraun und glänzen bronzegrün. Bei einer Reihe von Weibchen fehlt der graue Oberkopf. Hals, Brust und Mantel sind eher gelbbraun.

## Verbreitungsgebiet und Lebensraum
Die Purpurschultertaube ist eine endemische Art des Südpazifiks. Sie kommt auf den Fidschi-Inseln, den Tonga-Inseln und den Samoa-Inseln vor. Das Verbreitungsgebiet ist fragmentiert, aber auch nur unzureichend untersucht. Auf der Tonga-Insel Late, die von menschlichen Eingriffen weitgehend unberührt ist, gibt es noch eine stabile Population. Auf Samoa ist sie in den letzten Jahren nur auf einem kleinen Inselchen beobachtet worden. Die Population auf Samoa gilt als stark gefährdet.
In historischer Zeit kam die Purpurschultertaube in zahlreichen und unterschiedlichen Waldhabitaten der Inseln vor. Ihre Verbreitung reichte von Wäldern des Tieflands bis in Bergwälder. Sie kam auch auf aufgegebenen Kokosnussplantagen vor. Mittlerweile kommt sie auf Inseln, die von Menschen besiedelt werden, nur noch in abgelegenen Gebieten vor.

## Lebensweise
Die Purpurschultertaube ist eine scheue Taubenart, die gewöhnlich einzelgängerisch lebt und eine an den Boden gebundene Lebensweise zeigt. Auf den wenigen Inseln ihres Verbreitungsgebietes, wo bislang keine Beutegreifer eingeschleppt wurden, ist sie noch verhältnismäßig häufig. Wird sie aufgeschreckt, fliegt sie in der Regel nicht auf, sondern sucht laufend im Unterholz Deckung. Ihr Nahrungsspektrum besteht aus Samen, auf den Boden herabgefallene Früchte, junge Blätter und Knospen. Das Nest wird in typischer Taubenmanier nur als eine lose Plattform errichtet. Die Fortpflanzungsbiologie konnte bislang bei in freier Wildbahn lebenden Purpurschultertauben nicht beobachtet werden. Ein in menschlicher Obhut gehaltenes Weibchen legte jedoch zwei weißschalige Eier.